# 온라인과 오프라인
온라인(on-line, 문화어: 직결식, 直結式)과 오프라인(off-line, 문화어: 비직결식, 순화어:현실공간)이라는 용어는 전자통신과 컴퓨터 기술에서 특정한 뜻을 가지고 있다. 온라인은 연결이 된 상태, 오프라인은 연결이 끊어진 상태를 뜻한다. 보통 온라인, 오프라인을 인터넷 등으로만 한정하는 경우가 있다. 그러나 이러한 개념들은 컴퓨터 처리와 전자 통신의 뜻에서 인간의 상호 작용과 대화의 영역으로까지 확장되어가고 있다.

## 용어
대한민국에서는 온라인과 오프라인이라는 영어 낱말을 그대로 가져와서 사용하고 있으나 조선민주주의인민공화국에서는 직결, 비직결이라는 표현을 사용하고 있다. 일본에서는 한때 직결(直結)이라는 낱말을 이용한 적이 있었고 회선접속(回線接續)으로 바꿔 부르기도 하였으나 지금은 온라인이라는 용어만을 주로 사용한다. 중국에서는 온라인을 재선(在線)으로, 오프라인을 이선(離線) 또는 하선(下線)으로 부른다.

## 표준 정의
컴퓨터 기술과 전자 통신에서 온라인과 오프라인은 연방 표준 1037C에 의해 정의되었다. 장치나 장비, 또는 실행 장치의 조건을 서술하고 있다. 온라인의 경우 적어도 아래의 항목 가운데 하나를 만족해야 한다.
- "다른 장치의 직접 제어"
- "연결된 시스템의 직접 제어"
- "인간의 입력 없이 시스템에 의해 명령을 받아 즉각 사용할 수 있음"
- "시스템과 연결되며, 운영되고 있음"
- "서비스에 기능적이고 사용할 준비가 되어 있음"

반면, 오프라인의 경우 이를 만족하지 않는다. (이를테면, "전원 대상이 연결되지 않은 상태이거나 꺼져 있다"고 한다)
대한민국의 법률에서는 정보통신망이라는 용어를 사용한다. "정보통신망"이라 함은 「전기통신사업법」 제2조 제2호의 규정에 따른 전기통신설비를 이용하거나 전기통신설비와 컴퓨터 및 컴퓨터의 이용기술을 활용하여 정보를 수집·가공·저장·검색·송신 또는 수신하는 정보통신체제를 말한다.

## 일반화
온라인과 오프라인의 개념은 컴퓨팅과 전자 통신에서 인간의 상호 작용 관계에 이르기까지 일반화되어 있다. 온라인이냐 오프라인이냐의 구별은 사회학 분야에서 연구 대상이다.

## 시스템
시스템 측면에서 온라인 시스템과 오프라인 시스템으로 구성된다.

### 온라인 시스템
중앙에 전자계산기를 설치하고 각 지역에서 발생하는 데이터(정보)는 말단 장치에서 중앙으로 보내어 즉시 처리하는 방식을 말한다. 기업은 본사가 필요로 하는 각 지구 지사나 공장의 정보를 곧 수취할 수 있으므로, 앞으로의 경영에 새로운 방식을 가져다 주는 것이라 할 수 있다. 은행의 예금업무에서 본점과 지점을 직결하고 있는 뱅킹시스템이 좋은 예이다.

### 오프라인 시스템
전자계산기를 말단 장치와 연결하지 않고 이용하는 방법으로서 온라인 시스템에 대하여 반대의 의미를 갖는다. 오프라인 시스템의 경우는 데이터를 일단 모아서 일괄하여 처리하는 방법을 취하게 된다. 다만 전자계산기를 고속처리만을 위해 사용할 경우는 오프라인 시스템으로 충분하다.

## 같이 보기
- 컴퓨터 네트워킹
- 온라인 게임
- 온라인 정체성
- 온라인, 오프라인 알고리즘